# HC Spartak Choceň
HC Spartak Choceň (celým názvem: Hockey Club Spartak Choceň) je český klub ledního hokeje, který sídlí ve městě Choceň v Pardubickém kraji. Založen byl v roce 1933. Spartak se může pochlubit nejvyšší průměrnou návštěvností ve své krajské lize. V letech 2007, 2012 a 2013 vyhrál Krajskou ligu mužů Pardubického kraje. Od sezóny 2006/07 působí v Pardubické krajské lize, čtvrté české nejvyšší soutěži ledního hokeje. Klubové barvy jsou modrá a žlutá.
Své domácí zápasy odehrává na zimním stadionu Choceň s kapacitou 1 500 diváků.

## Přehled ligové účasti
Stručný přehled
Zdroj: 
- 2003–2006: Královéhradecká a Pardubická krajská liga – sk. B (4. ligová úroveň v České republice)
- 2006–2012: Pardubická krajská liga (4. ligová úroveň v České republice)
- 2012–2013: Pardubická krajská liga – sk. Střed (4. ligová úroveň v České republice)
- 2013– : Pardubická krajská liga (4. ligová úroveň v České republice)

Jednotlivé ročníky
Zdroj: 
Legenda: ZČ - základní část, červené podbarvení - sestup, zelené podbarvení - postup, fialové podbarvení - reorganizace, změna skupiny či soutěže
| Československo (1987– 1993) |                                                   |           |          |                                                 |              |
| Sezóny                      | Soutěž                                            | Úroveň    | ZČ       | Play-off, nadstavba, sk. o udržení...           | Poznámky     |
| 1987/88                     | Východočeský krajský přebor                       | 4. úroveň | 4. místo |                                                 |              |
| ...                         |                                                   |           |          |                                                 |              |
| Česko (2003 – )             |                                                   |           |          |                                                 |              |
| Sezóny                      | Soutěž                                            | Úroveň    | ZČ       | Play-off, nadstavba, sk. o udržení...           | Poznámky     |
| 2003/04                     | Královéhradecká a Pardubická krajská liga – sk. B | 4. úroveň | 4. místo | Finálová skupina (8. místo)                     |              |
| 2004/05                     | Královéhradecká a Pardubická krajská liga – sk. B | 4. úroveň | 5. místo | Skupina o umístění (10. místo)                  |              |
| 2005/06                     | Královéhradecká a Pardubická krajská liga – sk. B | 4. úroveň | 6. místo | Skupina o umístění B (6. místo)                 | Reorganizace |
| 2006/07                     | Pardubická krajská liga                           | 4. úroveň | 3. místo | Vítěz                                           | Kvalifikace  |
| 2007/08                     | Pardubická krajská liga                           | 4. úroveň | 5. místo | Skupina o umístění (5. místo)                   |              |
| 2008/09                     | Pardubická krajská liga                           | 4. úroveň | 5. místo | Zápas o 5. místo (výhra)                        |              |
| 2009/10                     | Pardubická krajská liga                           | 4. úroveň | 6. místo | Zápas o 5. místo (výhra)                        |              |
| 2010/11                     | Pardubická krajská liga                           | 4. úroveň | 6. místo | Ne                                              |              |
| 2011/12                     | Pardubická krajská liga                           | 4. úroveň | 1. místo | Vítěz; odmítnutí kvalifikace o 2. ligu          | Reorganizace |
| 2012/13                     | Pardubická krajská liga – sk. Střed               | 4. úroveň | 1. místo | Vítěz; kvalifikace o 2. ligu – sk. B (2. místo) | Reorganizace |
| 2013/14                     | Pardubická krajská liga                           | 4. úroveň | 1. místo | Zápas o 7. místo (výhra)                        |              |
| 2014/15                     | Pardubická krajská liga                           | 4. úroveň | 4. místo | Zápas o 3. místo (prohra)                       |              |
| 2015/16                     | Pardubická krajská liga                           | 4. úroveň | 7. místo | Čtvrtfinále                                     |              |
| 2016/17                     | Pardubická krajská liga                           | 4. úroveň | 4. místo | Čtvrtfinále                                     |              |
| 2017/18                     | Pardubická krajská liga                           | 4. úroveň | 6. místo | Čtvrtfinále                                     |              |
| 2018/19                     | Pardubická krajská liga                           | 4. úroveň | 8. místo | Čtvrtfinále                                     |              |
| 2019/20                     | Pardubická krajská liga                           | 4. úroveň | 2.místo  |                                                 |              |
| 2020/21                     | Pardubická a Královéhradecká krajská liga – sk. A | 4. úroveň |          |                                                 |              |
| 2021/22                     | Pardubická a Královéhradecká krajská liga – sk. A | 4. úroveň | 2. místo | Finále (prohra) - 2. Místo                      |              |
| 2022/23                     | Pardubická a Královéhradecká krajská liga – sk. A | 4. úroveň | 4.místo  |                                                 |              |
| 2023/24                     | Pardubická a Královéhradecká krajská liga         | 4. úroveň | 13.místo | Ne                                              |              |
| 2024/25                     | Pardubická a Královéhradecká krajská liga         | 4. úroveň |          |                                                 |              |